# Morti nel 1407
| Questa pagina contiene informazioni ricavate automaticamente dalle voci biografiche con l'ausilio del template Bio e di un bot. L'aggiornamento è periodico e automatico e ricostruisce completamente la pagina. Se manca una persona in questa lista, sei pregato di non aggiungerla, ma accertati piuttosto che la sua voce biografica contenga il template Bio e che i dati anagrafici siano correttamente compilati. Se il template Bio manca, inseriscilo tu stesso o, in alternativa, metti l'avviso {{tmp\|Bio}} che ne segnala la mancanza. Se i dati riportati sono sbagliati, correggi direttamente la voce biografica; le modifiche saranno visibili in questa lista entro pochi giorni. Per chiarimenti vedi il progetto biografie. La lista contiene solo le 26 persone che sono citate nell'enciclopedia e per le quali è stato implementato correttamente il template Bio. Pagina aggiornata al 10 ago 2025. |

- 9 febbraio - Guglielmo I di Meißen, nobile tedesco (n. 1343)
- 17 febbraio - Andrea Matteo I Acquaviva, nobile italiano
- 18 febbraio - Guillaume VI de Vienne, arcivescovo cattolico francese
- 7 marzo - Francesco I Gonzaga, condottiero italiano (n. 1366)
- 17 marzo - Leonardo Rossi, cardinale e francescano italiano
- 30 marzo - Konrad von Jungingen, militare e nobile tedesco
- 23 aprile - Olivier V de Clisson, generale francese (n. 1336)
- 24 giugno - Teodoro I Paleologo, sovrano bizantino
- 15 agosto - Robert Knolles, cavaliere medievale britannico
- 14 settembre - Jurij di Smolensk, sovrano russo (n. 1355)
- 23 novembre - Luigi I di Valois-Orléans, cavaliere medievale francese (n. 1372)
- Antonio Aceti, politico italiano
- Andronico V Paleologo, imperatore bizantino (n. 1400)
- Gilles de Bellemère, vescovo cattolico francese (n. 1342)
- Chen Zuyi, pirata cinese
- Eudocia di Mosca, principessa russa
- Giovanna d'Aragona, nobildonna (n. 1375)
- Pedro López de Ayala, poeta e scrittore spagnolo (n. 1332)
- Mariano V d'Arborea
- Lodovico Morosini, vescovo cattolico italiano
- Balzarino Pusterla, nobile e militare italiano
- Quaquapitzahuac, sovrano azteco
- Ranieri II di Monaco, monegasco
- Shadi Bek, condottiero mongolo
- Guillaume de Vergy, cardinale e arcivescovo cattolico francese
- Filippo Villani, scrittore e storico italiano (n. 1325)